# Richard Ducousset
Richard Ducousset est un éditeur français directeur des éditions Albin Michel. Il est marié à Isabelle Laffont, présidente des éditions Jean-Claude Lattès.